# Mister Blueberry
Mister Blueberry ist ein frankobelgischer Comic.

## Handlung
Der aus der Armee entlassene Blueberry befindet sich 1881 in Tombstone beim Pokerspiel, als er von einem Unbekannten angeschossen wird. Während ihn die Sängerin Doree Malone pflegt, werden mehrere Postkutschen durch Geronimo überfallen. Als ihn der Journalist Campbell am Krankenlager aufsucht, um mehr über sein Leben zu erfahren, erzählt er ihm von seiner ersten Begegnung mit Geronimo im Jahre 1865, als er nach dem Krieg im Fort Mescalero stationiert war. Nach der Entführung von Doree Malone macht sich Blueberry trotz seiner Verletzung selbst auf die Suche nach ihr, wird in die Schießerei am O.K. Corall verwickelt und kommt schließlich dem wahren Schuldigen der ganzen Überfälle auf die Spur.

## Hintergrund
Nach dem Tod von Jean-Michel Charlier nahm Jean Giraud selbst ein neues Abenteuer mit dem gealterten Leutnant Blueberry als Zivilist in Angriff. Der verschachtelte Handlungsbogen umspannte fünf Alben. Das in Rückblenden geschilderte Zusammentreffen zwischen Blueberry und Geronimo wurde in Apachen als eigenständige Geschichte zusammengefasst. Dargaud begann 1995 mit der Albenausgabe. Zudem wurde 1999 eine Folge in BoDoï vorveröffentlicht. Im deutschen Sprachraum gab Ehapa die Serie in ihrer regulären Albenreihe von Leutnant Blueberry heraus und veröffentlichte die Gesamtausgabe in den Blueberry Chroniken.

## Alben
- Mister Blueberry (1/1995)
- Schatten über Tombstone (2/1997)
- Geronimo der Apache (3/1999)
- OK Corral (4/2003)
- Dust (5/2005)
- Apachen (6/2007)